# Maximilian Grewe
Maximilian Robin Grewe (2 aprile 1986) è un ex giocatore di football americano tedesco, che ha giocato come defensive lineman.

## Palmarès
- 1 Europeo (2010)
- 1 EFL Bowl (Kiel Baltic Hurricanes, 2015)
- 1 German Bowl (Kiel Baltic Hurricanes, 2010)